# 格爾古·基什
格爾古·基什（匈牙利語：Gergő Kis；1988年1月19日—）是一位匈牙利游泳運動員。他的強項是自由泳。在2011年世界游泳錦標賽上，他獲得800米自由泳和1500米自由泳的銅牌。